# Da Corleone a Brooklyn
Da Corleone a Brooklyn è un film del 1979 diretto da Umberto Lenzi.
La pellicola, con protagonisti Maurizio Merli e Mario Merola, è uno dei pochi poliziotteschi ambientati a Palermo. Presenta un lungo inseguimento automobilistico girato al mercato della Vucciria.

## Trama

L'incontro finale tra Merli e Merola

Scalia durante l'omicidio di Francesco Santoro

Il commissario Berni giunge a Palermo da Roma, ove è recentemente avvenuto l'assassino di Salvatore Santoro, boss della mafia palermitana. Berni ritiene che presenti al delitto siano stati il fratello della vittima, Francesco, anche lui capoclan di spicco, l'altro mafioso Salvatore Scalia, la sorella di costui Liana e il suo amante, il potente boss Michele Barresi. È stato proprio quest'ultimo a ordinare il delitto, per poi in seguito rifugiarsi sotto falso nome negli Stati Uniti. Pur non avendone certezza, Berni è tuttavia convinto sia delle sue responsabilità che della sua presenza all'omicidio.
Poco dopo, lo stesso Scalia per un regolamento di conti interno a Cosa Nostra uccide Francesco Santoro, venendo però a sua volta colpito dal commissario Danova, collega di Berni. Dato per morto, Scalia è in realtà ferito e si decide di non smentire la notizia del suo decesso, in modo da proteggere una preziosa pedina da usare contro Barresi. Berni crede che anche il secondo delitto sia stato ordinato dal boss, ancor più quando la Squadra Mobile di Palermo riceve dalla Polizia di New York un telex ove si riporta l'effettivo avvistamento di Barresi nella Grande Mela, con lo pseudonimo di Vito Ferrando. Berni e Danova decidono quindi di interrogare Liana Scalia, ma non fanno in tempo: Barresi infatti la fa uccidere, così da eliminare colei che ritiene l'ultimo testimone dell'omicidio di Roma. Facendo leva soprattutto sulla sua sete di vendetta nei confronti dell'assassino della sorella, Berni chiede e ottiene da Scalia di divenire collaboratore di giustizia, testimoniando a processo contro Barresi e riuscendo finalmente a estradarlo in Italia.
Il commissario e il testimone dovranno però prima raggiungere gli USA nonostante i vari agguati preparati dalla mafia. Arrivati negli Stati Uniti, i problemi non finiscono: Berni e Scalia fanno la conoscenza del tenente Sturges, che trova un albergo per il pentito e il commissario offrendo loro anche una scorta. La sera stessa Berni si accorge che l'uomo di guardia non è più nell'albergo, e così il commissario e il pentito se ne vanno in un posto più sicuro: un napoletano emigrante, vecchia conoscenza del commissario, ha una taverna e alcuni posti letto. La mafia americana segue le tracce di Berni e Scalia fino al ristorante, e in seguito ad un'altra sparatoria, alla quale i due sfuggono fortunosamente, Scalia riesce a fuggire da Berni. Il suo intento è chiaro, ed era già stato espresso in Italia: uccidere Barresi e vendicare sua sorella, senza passare per la giustizia. Manca poco al processo, e Berni rischia di non riuscire a presenziarvi in tempo, e soprattutto si rischia l'assenza di Scalia.
Dopo un inseguimento a piedi Berni riacciuffa Scalia, ma alcuni malviventi, riconoscendo in Berni un poliziotto, lo picchiano e liberano ancora una volta Scalia, ma la polizia interviene in tempo per evitarne nuovamente la fuga. Berni e Scalia arrivano appena in tempo in tribunale: Scalia viene interrogato, ma sotto gli occhi increduli di Berni l'uomo nega tutto. A Barresi viene dunque concessa la libertà vigilata, e subito dopo il processo si allontana in macchina.
Mentre Berni affronta Scalia, questi viene colpito da una pallottola sparata dal tetto di un edificio vicino: l'assassino viene preso, e Berni lo riconosce: è il cameriere dell'hotel che aveva fatto irruzione nella loro camera. Berni fruga nel portafogli di Scalia e vi trova una confessione, scritta nel caso fosse stato ucciso.
La polizia americana riacciuffa Barresi, e Berni gli promette di riportarlo in Italia per affidarlo alla giustizia del suo paese: il boss mafioso lo guarda con tono di sfida, chiedendogli con sarcasmo se sarà in grado di riportarlo in Italia.

## Distribuzione
Distribuito nei cinema italiani il 13 aprile 1979, Da Corleone a Brooklyn ha incassato complessivamente 398.600.000 lire dell'epoca.

## Accoglienza

### Critica
Il film è stato definito l'incontro-scontro tra Maurizio Merli e Mario Merola, anche se i due si incontrano solo nel finale. Merola qui interpreta un personaggio fuori dagli stereotipi della sceneggiata.

## Curiosità
- È il poliziottesco preferito da Umberto Lenzi.[2]
- Nel ruolo di un poliziotto del dipartimento di Brooklyn, esordisce un giovane Luca Barbareschi.
- Michele Barresi, il personaggio interpretato da Mario Merola è nato a Napoli e si esprime in napoletano pur essendo un boss della mafia di Corleone.
- Sui titoli di testa, per un errore, compare il titolo Corleone a Brooklyn, anziché Da Corleone a Brooklyn.
- Nel coinvolgimento di Mario Merola pare abbia avuto un ruolo rilevante Lucio Fulci. Il produttore Ugo Tucci si era rivolto a lui, che in quel momento stava dirigendo Merola nell'adattamento televisivo della sceneggiata Lacrime napulitane, perché convincesse l'attore, che recalcitrava, a prendere parte al film di Lenzi.[3]
- Questo è l'ultimo dei cinque film in cui Mario Merola è doppiato. In questo film come negli altri 4 è doppiato da Giuseppe Rinaldi.